# Bリーグ中継 (NHK)
B.LEAGUE中継（ビーリーグちゅうけい）は、日本放送協会（NHK）によるB.LEAGUEの試合を扱ったスポーツ中継番組である。

## 概要
NHKでは旧日本リーグ時代より男子バスケットボールトップリーグの実況中継を行っていた実績があり、2016年のB.LEAGUE発足時に放映権契約を締結し、以来毎年中継を行っている。初年度開幕戦となった9月22日のアルバルク東京 vs 琉球ゴールデンキングスをNHK BS1（現NHK BS）で生中継。BSではB1レギュラーシーズン月3試合程度注目カードを生中継、加えてオールスターゲームやチャンピオンシップのセミファイナル第2戦以降とファイナルも生中継している。2019年のファイナルは総合テレビで初めて生中継された。2024年10月6日の千葉ジェッツ vs 宇都宮ブレックスは、Bリーグレギュラーシーズンとしては初めて総合テレビで全国生中継
加えてB.LEAGUEクラブ所在地の各地域放送局では対戦チームのホームタウン向けに適宜ローカル中継を実施している。この場合、広島放送局のように、スコア表示をNHKのものに全面的に差し替えず、B.LEAGUE公式映像のものをそのまま使用し、選手名などの別途表示で対応している事例もある。NHK BSの中継では公式映像のスコア表示と併用するか（この場合NHK独自のテロップの表示方法は広島放送局などの中継に類似）、総合テレビの全国中継と同様に全面的にNHKのスコア表示を使用するかが随時異なる。
2024年10月12日の越谷アルファーズ vs 琉球ゴールデンキングスは初のラジオ中継としてさいたま放送局のFMにて中継された。
また、NHKは天皇杯・皇后杯の放送権も持っており、それぞれ準決勝をBS、決勝をEテレで生中継している。
大相撲の本場所開催会場でもある大阪府立体育会館（エディオンアリーナ大阪）・愛知県体育館（ドルフィンズアリーナ）で開催される試合の中継については、「企業名などを除いた施設名が定着している場合には、企業名などを除いた名称を使うこともある」扱いで放送法83条を厳格に適用し正式名称で案内する大相撲中継と異なり、「繰り返しを避けて抑制的に用いる」基準で命名権名称で案内している他会場からの中継と扱いを合わせて、命名権名称で案内することがある。

## 解説者
- 倉石平（早稲田大学スポーツ科学学術院准教授）
- 小宮邦夫
- 佐々木クリス
- 節政貴弘
- 東野智弥（日本バスケットボール協会技術委員会委員長）

## 担当アナウンサー
- 稲垣秀人
- 太田雅英
- 鏡和臣
- 黒住駿
- 坂梨哲士
- 佐々生佳典
- 杉岡英樹
- 田中秀樹
- 三輪洋雄
- 向井一弘
- 渡辺憲司